# Robert Stahl
Robert Stahl (* 5. September 1902 in Hagen; † 16. August 1975) war ein deutscher Gewerkschafter und sozialdemokratischer Politiker. 
Stahl machte eine Schreinerlehre. Zwischen 1918 und 1933 war er als Funktionär im Deutschen Holzarbeiterverband tätig. Zwischen 1928 und 1933 gehörte er dem engeren Vorstand dieser Gewerkschaft an. Seit 1922 war Stahl auch Mitglied der SPD und füllte zwischen 1926 und 1933 verschiedene Funktionen in der Partei aus. 
Im Jahr 1946 wurde Stahl zunächst Abteilungsleiter beim Arbeitsamt Duisburg und wechselte 1947 als Arbeitsdirektor zu den Hahnschen Werken. Seit 1946 war er Vorsitzender des Kreisverbandes Duisburg-Hamborn der SPD. Außerdem war er Mitglied im Rat der Stadt Duisburg und von Oktober 1946 bis Oktober 1948 Bürgermeister. 
Stahl gehörte 1946 und 1947 dem ernannten Landtag von Nordrhein-Westfalen an. Danach war er in den ersten beiden Legislaturperioden direkt gewählter Landtagsabgeordneter für den Wahlkreis Duisburg-Hamborn.